# Паутинник бело-фиолетовый
Паути́нник бе́ло-фиоле́товый (лат. Cortinarius alboviolaceus) — гриб из рода Паутинник (Cortinarius) семейства Паутинниковые (Cortinariaceae).
Синонимы:
- Agaricus alboviolaceus Pers., 1801basionym

## Описание
- Шляпка 3—9 см в диаметре, выпуклая, затем становится плоской, гладкая, шелковистая, сухая, окрашена в серовато- или беловато-фиолетовые, позже беловатые или бледно-охристые цвета.
- Пластинки приросшие зубцом, редкие, у молодых грибов светло-серые, голубовато-серые или бледно-серовато-фиолетовые, у зрелых — светло-коричневые, фиолетово-охристые, охристые или ржаво-охристые.
- Мякоть беловатая или беловато-фиолетовая, с фиолетовыми пятнами. Запах и вкус отсутствуют.
- Ножка 5—10×0,8—9,5 см, гладкая, беловато-серовато-фиолетовая, нередко изогнутая, с одним или несколькими беловато-фиолетовыми или беловатыми поясками, к основанию булавовидно утолщённая.
- Споровый порошок ржаво-коричневый. Споры 7—10×5—6,5 мкм, эллипсоидно-миндалевидные, мелкобородавчатые.

Считается условно-съедобным.

## Экология и ареал
Встречается в хвойных и лиственных лесах, в редколесьях.
В Европе произрастает в Австрии, Бельгии, Германии, Великобритании, Италии, Дании, Польше, Румынии, Эстонии, Латвии, Литве, Финляндии, Швеции и Швейцарии. Также встречается в Марокко и США. На территории России встречается в Татарстане, Коми, Нижегородской, Ярославской и Томской областях, Бурятии, Красноярском и Приморском краях.